# Neoporus shermani
Neoporus shermani är en skalbaggsart som först beskrevs av Henry Clinton Fall 1917.  Neoporus shermani ingår i släktet Neoporus och familjen dykare. Inga underarter finns listade i Catalogue of Life.